# List Jaromíra Soukupa
LIST JAROMÍRA SOUKUPA (zkratka LJS) bylo české politické hnutí. Iniciátorem jeho založení byl mediální magnát, moderátor a ředitel TV Barrandov Jaromír Soukup.

## Historie
Jaromír Soukup oznámil vznik hnutí ve svém pořadu Moje zprávy 16. ledna 2019. V březnu 2019 pak zažádal o registraci hnutí a 15. března bylo hnutí zaregistrováno.
Na začátku listopadu 2019 podal ministr vnitra Jan Hamáček návrh na pozastavení činnosti hnutí, když nestihlo v zákonné lhůtě ustavit potřebné orgány. Jediným orgánem hnutí byl přípravný výbor, který tvořili Ondřej Pála, Roman Pála a Arleta Krausová.
V dubnu 2020 bylo řízení o pozastavení činnosti přerušeno na neurčito do doby, než se uskuteční doplňovací volby do Senátu. Počátkem listopadu 2020 pak byla činnost hnutí pozastavena rozhodnutím Nejvyššího správního soudu; hnutí v půlroční lhůtě neustavilo své orgány, čímž nesplnilo povinnost danou zákonem. V lednu 2022 vláda navrhla hnutí rozpustit, protože nedošlo k nápravě stavu, a k 16. březnu 2022 bylo hnutí rozpuštěno.

## Program
Soukup ve svém pořadu uvedl, že jeho cílem je bránit české národní zájmy před zkorumpovanými politiky, oligarchy a zavést trestní odpovědnost politiků. Na oficiálních stránkách se Soukup vyslovuje pro stíhání solárních baronů a požaduje zavedení sektorové daně pro bankovnictví, telekomunikace a IT. Dále uvádí nekonkrétní body programu, jako zrušení zbytečných úřadů a právních předpisů pod záštitou zpřehlednění právního řádu.
Jaromír Soukup podle svých slov chtěl z České republiky mít místo, kde na špatná rozhodnutí státu nedoplácejí obyčejní lidé. Jaromír Soukup si podle svých webových stránek nedával nesplnitelné cíle a každý rok chtěl uvést seznam konkrétních věcí, které je třeba změnit.
Očekávalo se, že Soukup se bude soustředit především na voliče ANO, SPD a KSČM, kteří také dle statistik nejvíce sledují jeho TV Barrandov.